# Tabor College
Tabor College is een rooms-katholieke scholengemeenschap in Hoorn, die in totaal drie middelbare scholen omvat. De naam van de scholengemeenschap is afgeleid van de berg Tabor in Israël. Op deze berg kregen, volgens de Bijbel, drie kinderen les van Jezus. Op de site van het Tabor College staat vermeld: Zo wil de school een plek zijn waar iedereen moet kunnen komen. Maar het vraagt wel enige inspanning om boven te komen. Het blijft een berg, het gaat niet vanzelf. Het Tabor College werd opgericht in 1996. De oude naam van het college is Scholengemeenschap Tabor. In 2012 is, met de invoering van het Raad van Toezicht - College van Bestuur-model, de naam veranderd in Tabor College.
De scholen die toebehoren aan het Tabor College zijn het Oscar Romero, Werenfridus en d'Ampte.

## Werenfridus

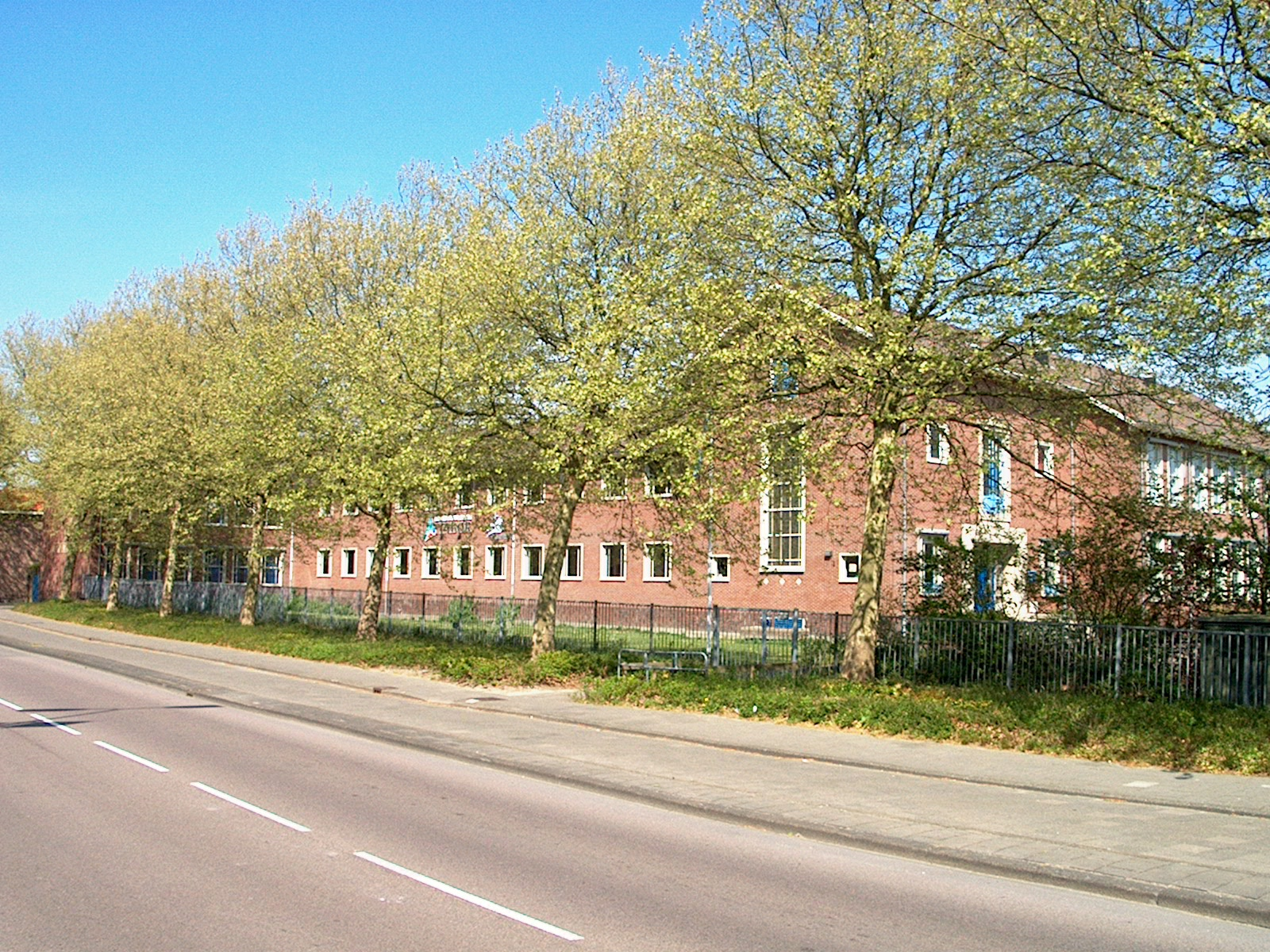
Werenfridus, Hoorn

Het Werenfridus is vernoemd naar Sint Werenfried van Elst, een prediker die in 690 naar Fresia citerior, het latere Holland, kwam om het evangelie te verkondigen. De school werd opgericht in 1948 onder de naam Sint Werenfridus Lyceum. Tegenwoordig is de school een locatie voor havo, atheneum en gymnasium. Op zowel het havo als vwo kan tweetalig onderwijs (TTO) gevolgd worden, waarbij ongeveer 50% van de lessen in het Engels wordt gegeven. In totaal heeft het Werenfridus meer dan 1700 leerlingen en ongeveer 140 personeelsleden.
Het hoofdgebouw van het Werenfridus bevindt zich aan de Keyzerstraat te Hoorn.

## Oscar Romero
In 1983 werd het Sint Werenfridus-Lyceum zo groot, dat besloten werd de school op te splitsen. Aan de Bouwsteen, ook te Hoorn, werd daarvoor het Oscar Romero opgericht. Deze school is vernoemd naar Óscar Romero, een voormalig aartsbisschop van San Salvador, die in 1980 werd vermoord. Deze school biedt ruimte aan vmbo (theoretische leerweg), havo en vwo. Het schoolgebouw is voorzien van een congreszaal en is daardoor opvallend binnen het Tabor College. Bij de oprichting was Oscar Romero nog een zelfstandige scholengemeenschap. In 1996 werd de school samen met het Werenfridus en het d'Ampte ondergebracht bij Tabor. De locatie telt ongeveer 1650 leerlingen en 150 personeelsleden. Vanaf het schooljaar 2006 / 2007 wordt er gewerkt met vier stromen: taal, exact, cultuur en sport. Alle brugklasleerlingen maken door middel van projecten en extra lessen (sportstroom) kennis met de diverse stromen.

## d'Ampte

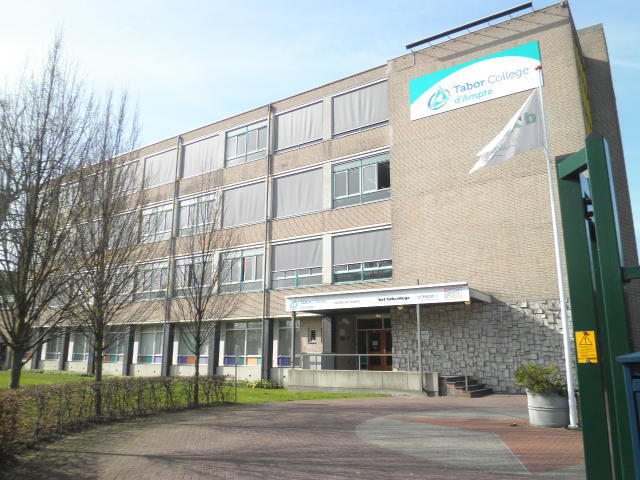
Locatie d'Ampte.

Het d'Ampte is een vmbo-locatie voor de Basisberoepsgerichte leerweg, Kaderberoepsgerichte leerweg, Gemengde leerweg en de Theoretische leerweg. De school heeft ongeveer 1450 leerlingen en 160 personeelsleden. De klassen zijn kleiner om een meer persoonlijke aanpak mogelijk te maken. Het d'Ampte heeft ook speciale sportklassen en werkt aan het project Natuurlijk Leren, een leermethode waarin de theorie is gekoppeld aan de praktijk. Er is ook een vakcollege Techniek en een vakcollege Mens en Dienstverlenen.
Door de fusie tot de scholengemeenschap Tabor, en later het Tabor college, zijn de scholen ‘Sint Margriet’ en ‘K.T.S. Sint Jozef’ samengegaan in de locatie d’Ampte. 
d'Ampte biedt opleidingen in de volgende sectoren:
- Bouwtechniek
- Elektrotechniek
- Handel en Administratie
- Metaaltechniek
- Motorvoertuigen
- Transport en Logistiek
- Uiterlijkverzorging
- Verzorging